# Santiago Jácome
Santiago Jácome (nacido 4 de abril de 1973 en Quito). es un exfutbolista ecuatoriano. Jugó como defensa para Liga Deportiva Universitaria.

## Carrera
Con Liga Deportiva Universitaria ganó 5 títulos nacionales. Jugó la mayor parte de su carrera en LDU con excepción del año 1994 en que jugó por U. Católica.
En el 2001 fue uno de los jugadores que decidió quedarse en LDU para afrontar la disputa de la Serie B y conseguir el ascenso al final del año. Esta decisión junto con su nivel de juego ha hecho que sea uno de los jugadores más reconocidos por la hinchada de LDU en toda su historia.
En 2007, año en el que sufrió una grave lesión de rodilla, decidió retirarse del fútbol profesional siendo campeón nacional por quinta vez con LDU
Desde el 2008 ejerce funciones administrativas en el equipo de fútbol de LDU, actualmente es el gerente deportivo del equipo de fútbol de LDU.

## Clubes
| Club                 | País    | Año       |
| -------------------- | ------- | --------- |
| LDU                  | Ecuador | 1992      |
| Universidad Católica | Ecuador | 1993      |
| LDU                  | Ecuador | 1994-2007 |

## Palmarés

### Campeonatos nacionales
| Título                                   | Club | País    | Año  |
| ---------------------------------------- | ---- | ------- | ---- |
| Campeonato Ecuatoriano                   | LDU  | Ecuador | 1998 |
| Campeonato Ecuatoriano                   | LDU  | Ecuador | 1999 |
| Serie B de Ecuador                       | LDU  | Ecuador | 2001 |
| Campeonato Ecuatoriano                   | LDU  | Ecuador | 2003 |
| Campeonato Ecuatoriano (Torneo Apertura) | LDU  | Ecuador | 2005 |
| Campeonato Ecuatoriano                   | LDU  | Ecuador | 2007 |